# 蕾秋·范曲森
蕾秋·范曲森（荷蘭語：Rachel van Cutsen，1984年7月8日—），是一名已退役荷蘭女子羽球運動員。 
蕾秋·范曲森出身於斯派克尼瑟，兼長單打及雙打。
她代表荷蘭參加2006年優霸盃。在對陣中國的決賽上，她出賽第三單打，以9:21、7:21輸給蔣燕皎。最終荷蘭隊以0-3敗北而獲得亞軍，這也是隊史上的最佳戰績。